# 노포천
노포천(老圃川)은 부산광역시 금정구 노포동의 노포에서 발원하여 동류하다가 수영강으로 흘러드는 강이다.